# Claus Bergen
Pour les articles homonymes, voir Bergen.
Claus Bergen (né le 18 avril 1885, mort le 4 octobre 1964) est un peintre allemand, connu pour ses tableaux de marine en particulier durant la Première Guerre mondiale.

## Biographie
Claus Bergen naît en 1885 à Stuttgart, il est le fils aîné de Fritz Bergen (de), lui-même peintre et illustrateur. Il grandit à Munich où il étudie la peinture.
À partir de 1907, il produit plus de 450 dessins pour illustrer les histoires de Karl May. Ces illustrations ont été plusieurs fois rééditées, et ont été montrées à l'Exposition universelle de Bruxelles de 1910.
Il voyage beaucoup, visitant la Norvège, l'Angleterre, la Méditerranée et l'Amérique. Il développe sa spécialité en peintures navales, ainsi que des scènes de pêche et des paysages côtiers.
Il continue à peindre jusqu'à sa mort en 1964.

## Œuvres
- Seeschacht am Skagerrak, huile sur toile, 50 × 77 cm, 1916 (?), Musée bavarois de l'armée à Ingolstadt
- Ansprache Kaiser Wilhelm II. an Teilnehmer der Skagerrak-Schlacht 15 juin 1916, huile sur toile, 77 × 104 cm, 1916, Musée bavarois de l'armée à Ingolstadt
- U53 auf der Fahrt nach Amerika, huile sur toile, 178 × 241 cm, 1918, Musée bavarois de l'armée à Ingolstadt